# Richard Eastcott
 Richard Eastcott (Exeter, Anglaterra, 1740 - 1828) fou un musicògraf i compositor anglès. Residí durant algun temps a Londres, retornant a la seva vila natal per a ocupar un càrrec eclesiàstic, ja que exercia el sacerdoci. Va escriure: Sketches of the origin, progress and efects of music, with an account of the ancient hards and minstrels (1793). A més va compondre, diverses obres musicals que reuní amb el títol The Harmony of the Muses i sis sonates per a piano. També es dedicà a la poesia, com ho proven Assaigs poètics.